# Тиджелабин
Тиджелабин (араб. تيجلابين‎, фр. Tidjelabine) — коммуна на севере Алжира, на территории вилайета Бумердес, округа Бумердес.

## Географическое положение
Коммуна находится в северной части вилайета, на высоте 120 метров над уровнем моря.
Коммуна расположена на расстоянии приблизительно 42 километров к востоку от столицы страны Алжира и в 5 километрах к югу от административного центра вилайета Бумердеса.

## Демография
По состоянию на 2008 год население составляло 18 266 человек.
Динамика численности населения коммуны по годам:
| 1977  | 1987   | 1998   | 2008   |
| ----- | ------ | ------ | ------ |
| 7 331 | 10 251 | 13 888 | 18 266 |